# Thomas Best
Thomas D. Best (* 1889 in Kentucky; † 1938 in Toledo, Ohio) war ein US-amerikanischer Architekt. 
Best studierte von 1907 bis 1911 an der Michigan School of Architecture, Ann Arbor. 
Er war zunächst bei Mills, Rhines, Bellman and Nordhoff angestellt und arbeitete später mit Harry C. Wachter und Timothy Y. Hewlett. Zudem war er Mitglied des American Institute of Architects (AIA).
Bekannte Bauten sind das Civic Auditorium and Exposition Building, das Commercial Bank Building und das Women’s and Children’s Hospital.
| Personendaten    | Personendaten               |
| ---------------- | --------------------------- |
| NAME             | Best, Thomas                |
| ALTERNATIVNAMEN  | Best, Thomas D.             |
| KURZBESCHREIBUNG | US-amerikanischer Architekt |
| GEBURTSDATUM     | 1889                        |
| GEBURTSORT       | Kentucky                    |
| STERBEDATUM      | 1938                        |
| STERBEORT        | Toledo, Ohio                |